# Metal Gear Solid: Digital Graphic Novel
Metal Gear Solid: Digital Graphic Novel est une bande dessinée interactive produite en 2006 par Kojima Productions sur PlayStation Portable. Il s'agit de l'adaptation sur support UMD de la série de comics Metal Gear Solid (2004) créé par Kris Oprisko et Ashley Wood, respectivement scénariste et dessinateur.
La bande dessinée fait partie de l'univers fictionnel Metal Gear.

## Description
L'histoire relate les évènements du célèbre jeu vidéo Metal Gear Solid (1998) conçu par Hideo Kojima. On y suit l'opération d'infiltration de Solid Snake sur l'île de Shadow Moses, qui doit empêcher le détournement par des terroristes d'un tank bipède doté d'une force de frappe nucléaire, le Metal Gear Rex. Le scénario a été adapté aux normes narratives de la bande dessinée et de nombreux passages du jeu ont été réécrits, tout en restant fidèles à l'histoire originale.
Malgré la non-participation de Yoji Shinkawa - illustrateur officiel de la série - au projet, le ton des dessins reste relativement similaire à celui des artworks du jeu vidéo. Bien que le travail d'Ashley Woods possède une identité propre, il restitue le trait caractéristique de Shinkawa avec son coup de crayon brossé et dynamique, qui donne à l'ensemble un aspect d'esquisses préparatoires (parfois au détriment de la clarté de la lecture).
La version PlayStation Portable se distingue de la version papier par son dynamisme : les planches défilent de manière stylisée, des éléments graphiques sont animés (phylactères, onomatopées, mais aussi des éléments du décor) et le récit est agrémenté d'effets sonores ainsi que de musiques d'ambiance. Par ailleurs, cette version propose de l'interactivité avec la possibilité de stopper la lecture pour « scanner » les images et y dénicher des fichiers mémoriels. En archivant et reconstituant ses fichiers avec d'autres fragments trouvés, le lecteur a accès à des renseignements complémentaires sur la biographie des personnages, certains évènements du jeu, etc. Il s'agit là d'une manne d'informations importantes pour les inconditionnels de la série Metal Gear. Ces informations peuvent être échangées avec d'autres joueurs via le mode Wi-Fi.

## À noter
- Au Japon, le jeu est appelé Metal Gear Solid: Bande Dessinée (メタルギアソリッド バンドデシネ?).
- La bande dessinée papier a été publié chez Soleil Productions en deux tômes, en août 2005 et février 2006.
- La version UMD fut vendue environ 20 euros, soit un peu moins chère que la collection complète papier.